# Ons Genoegen (Rhenen)
Ons Genoegen is een Harmonieorkest uit Rhenen. De vereniging werd op 17 februari 1868 opgericht en is daarmee de oudste muziekvereniging in Rhenen en de provincie Utrecht (provincie). De muziekvereniging bestaat uit een harmonieorkest (het Symfonisch Blaasorkest), een middenorkest (Music4Fun) en een opleidingsorkest (Start2Play). Naast de drie orkesten heeft Ons Genoegen ook een eigen muziek- opleiding. De muziekopleiding bestaat uit Algemene Muzikale Vorming (AMV) en instrumentaal onderwijs. De dirigent van het SBo is Willem van Zee en de dirigent van M4F en S2P is Jasper Arts.

## Geschiedenis
De Rhenense Muziekvereniging Ons Genoegen werd opgericht op 17 februari 1868.
Ons Genoegen is niet alleen de oudste muziekvereniging van Rhenen, maar ook de oudste uit de provincie. Het verhaal gaat dat er reeds in 1864 gemusiceerd werd door een strijkers-trio onder leiding van de musicus G. KIimmerboom. Begin 1868 zou hieruit door hem een harmoniegezelschap zijn gevormd. Bij gebrek aan houtblazers is op 1 oktober 1910 Ons Genoegen een fanfare geworden. In 1954 ontstond er onder de jongeren weer meer belangstelling voor het bespelen van houten instrumenten en werd Ons Genoegen weer een harmonie.
Tot 2003 heeft Ons Genoegen op straat gelopen bij gelegenheden zoals Koninginnedag en de avondvierdaagse. Daarna is er bewust gekozen om een concertvereniging te zijn.

## Het Symfonisch Blaasorkest
Het Symfonisch Blaasorkest OG (SBo) bestaat uit 40 enthousiaste muzikanten. Het orkest richt zich op het geven van muzikale en voor het publiek aansprekende concerten. Daarbij worden uitdagende muziekstukken gekozen en ontstaan regelmatig samenwerkingen met andere partijen, uit Rhenen of daarbuiten.
Ieder jaar geeft het SBo een aantal vaste concerten:
- Nieuwjaarsconcert met vooral een traditioneel karakter (zoals walsen), aanvullend met populair repertoire.
- Voorjaarsconcert met de nadruk op licht repertoire
- Najaarsconcert met de nadruk op klassiek repertoire

Naast de drie grote concerten is het SBo ook actief bij tal van culturele hoogtepunten in Rhenen en omgeving. Jaarlijks terugkerende evenementen zijn de 8ste Regiment Infanterie herdenking op 2de Pinksterdag, Cuneradag in juni en medewerking aan de oecumenische kerkdienst tijdens de Rijnweek. Daarnaast heeft het SBo (of een deel daarvan in de vorm van koper- of houtensemble) lunchconcerten verzorgd bij Résidence Rhenen.